# 유중원
유중원(柳重遠, Yoo Jung Won)은 전라남도 고흥에서 태어났다. 그는 원래 변호사였다. 그러므로 전관예우를 받는 전관 경력은 없다. 국제거래와 금융 분야에서 자타가 인정하는 최고의 전문 변호사였고 유명한 법학자로 대학에서 강의를 하면서 이들 분야에서 120여 편의 학술 논문과 판례평석을 발표했고 벽돌처럼 두꺼운 법학 전문 저서 12권을 발간했다. 이들 저서는 법조계에서 교과서로 인정받고 있다. 신용장 법학을 도입하고 정립하는데 기여하였다.
그는 인생역정에서 아주 뒤늦게 14권의 소설집을 냈다. 하지만 여전히 무명작가이다. 정치적, 경제적, 사회적으로 문제가 된 사건은 필연적으로 법적인 쟁점을 내포하고 있다. 그는 (비판적 리얼리즘과 정확한 언어에 기초한) 다양한 법률적 쟁점과 우리가 법조계라고 부르는 특수한 세계의 이면을 문학적으로 형상화한 사회소설을 쓴다. 그러므로 법률소설 (이건 그가 붙인 이름이다)을 개척한 진정한 원조라고 할 수 있다.

## 약력
- 법학박사
- 변호사
- 국민대 법대 교수
- 법률신문 논설위원
- 법조계에서 최고의 역사와 전통을 자랑하는 대한변협 발행 학술지 ‘인권과 정의’의 편집위원장 (2011~현재). 지금까지 1,200편이 넘는 학술 논문과 판례평석의 심사와 편집에 참여했다.
- 서울지방변호사회 이사
- 대한변호사협회 이사
- 기업은행 국제거래 전문 고문변호사
- 기업은행 행복나눔복지재단 감사
- 사회복지공동모금회 (사랑의 열매) 감사
- 국제거래법학회 회원
- 한국상사법학회 회원
- 한국중재학회 회원
- 한국해법학회 회원
- 한국무역학회 부회장
- 한국국제상학회 부회장
- 한국작가회의 회원
- 한국문인협회 회원
- 한국소설가협회 회원
- 국제PEN한국본부 회원
- 한국문학회 회원
- 한국현대소설학회 회원
- 한국문예창작학회 회원

## 발표한 소설들
(1) 장편소설 「사하라」 (2011년 초판 발행. 2016년 588면, 재재 수정판. 글누림)
(2) 장편소설 「광화문 광장」 (2018년. 263면, 글누림)
(3) 장편소설 「인간의 초상」 (2022년 3월. 255면, 도화. 제13회 한국소설작가상 수상)
(4) 중편소설집  「차라리 피고인이 되고 싶다」 (2019년. 404면, 글누림. 2019년 세종도서 소설 부문 선정)
(5) 중편소설집 「달빛 죽이기」 (2016년. 296면, 글누림)
(6) 중편소설집 「무진기행, 그 후」 (2018년. 375면, 글누림)
(7) 단편소설집 「이별」 (2013년. 304면, 글누림)
(8) 단편소설집 「아버지와 아들」 (2016년. 295면, 글누림)
(9) 단편소설집 「인간 해방」 (2016년. 365면, 글누림)
(10) 단편소설집 「우리들의 시간」 (2016년. 360면, 글누림)
(11) 단편소설집 「티베트 기행」 (2018년. 359면, 글누림)
(12) 단편소설집 「귀휴」 (2018년. 387면, 글누림)
(13) 에세이집 「변호사가 웬 소설을……」 (2018년. 346면, 글누림)
(14) 문학비평서 「최인훈의「광장」다시 읽기」 (2020년. 390면,     시선)
(15) 단편소설집 (가제) 「변호사」 (근간 예정)
(16) 단편소설집 (가제) 「그날 밤의 비밀」 (근간 예정)
(17) 단편소설집 (가제) 「남과 북」 (근간 예정)
(18) 단편소설집 (가제) 「존엄한 죽음」 (한국문인협회 제13회 월간문학상 수상. 근간 예정)
(19) 문학평론집 (가제) 「작가의 말」 (근간 예정)
(여기서 근간 예정이란 초고는 거의 완성되었지만 아직 출판사를 구하지 못한 경우이다.)

## 법학 전문 저서
(1) 신용장의 법리 (1993년. 육법사, 602쪽)
(2) 축조해설 제5차 개정 신용장통일규칙 (1993년. 육법사, 317쪽)
(3) 개정증보 축조해설 신용장통일규칙 (1997년. 육법사, 383쪽)
(4) 신용장론 (1997년. 육법사, 898쪽)
(5) 실무․서식 계약총람 (1999년. 육법사, 상․하. 총 2,375쪽)
(6) 국제무역의 법리 연구 (2005년. 법률문화원, 1,026쪽)
(7) 국제무역과 판례 (2005년. 청림출판, 총 831쪽)
(8) 신용장-법과 관습 (2007년. 청림출판, 상․하. 총 1,600쪽)
(9) 어음 수표법 (2008년. 법률문화원, 1,000쪽)
(10) 운송증권 (2009년. 법률문화원, 806면)

## 국제거래 관련 주요 학술 논문과 판례평석 목록
(1) 신용장에 의한 화환어음의 취결에 관한 연구, 연세대 석사학위논문(1981)
(2) 화환어음의 법률관계, 중재 제143호(한국중재학회, 1983. 12.)
(3) 영, 미 계약법 상의 Consideration 법리의 고찰, 중재 제164~165호(한국중재학회, 1985. 9. ~ 10.)
(4) 미국 어음, 수표 법리의 비교법적 고찰, 중재 제181~182호(한국중재학회, 1987. 2. ~ 3.)
(5) 신용장거래에 있어서 은행의 서류조사의무와 면책, 인권과정의 제196~197호(대한변호사협회)
(6) 신용장양도의 법률관계에 관한 고찰, 사법연수(사법연수원, 1989. 2.)
(7) 신용장거래의 법률관계에 관한 연구, 동국대 박사학위논문(1990)
(8) 신용장거래의 특질, 법조 제42권 제1호(법무부, 1993. 1.)
(9) 해상화물운송장(SeaWaybill)에 관한 고찰, 인권과정의 제207호(대한변호사협회, 1993. 11.)
(10) 선하증권의 법리와 수리가능요건, 중재 제271호(한국중재학회, 1994. 9.)
(11) 사법시험제도에 관한 개선 의견, (서울지방변호사회, 시민과변호사 1994년 10월호)
(12) 사법체계의 졸속개혁을 반대한다, (서울지방변호사회, 시민과변호사 1995년 3월호)
(13) Law School 제도의 도입을 반대하는 이유, (대한변호사협회, 인권과정의 제226호)
(14) 신용장통일규칙의 법적 성격에 관한 소고, 상거래법의 이론과 실제 ; 석영 안동섭 교수 화갑기념 논문집(1995. 9.)
(15) 은행의 서류조사의무와 엄격일치 원칙의 완화, 법조 제44권 제10호(법무부, 1995. 10.)
(16) 신용장통일규칙 제13조의 해석에 관한 고찰, 중재 제278호(한국중재학회, 1995. 겨울호)
(17) 복합운송서류에 관한 소고, 법조 제45권 제1호(법무부, 1996. 1.)
(18) 내국신용장(Local L/C)에 관한 소고, 판례연구 제9집(서울지방변호사회, 1996. 1.)
(19) 수출대행의 법률관계, 인권과정의 제233호(대한변호사협회, 1996. 1.)
(20) 신용장거래에 있어서 신용장금액의 상환절차에 관한 고찰, 통상법률 제15호(법무부, 1996. 6.)
(21) 보증신용장(독립적 은행보증)의 법리, 인권과정의 제240~242호(대한변호사협회, 1996. 8. ~ 10.)
(22) 매입제한 신용장과 재매입의 법률관계, 법조 제45권 제10호(법무부, 1996. 10.)
(23) 미국 통일상법전 개정 Article 5 에 관한 고찰, 법조 제45권 제10호(법무부, 1996. 10.)
(24) 항공운송서류의 법적 성질과 수리가능요건, 신용장거래의 법률이론(1996. 11.)
(25) 선적서류의 하자와 위조, 판례연구 제10집(서울지방변호사회, 1997. 1.)
(26) 화환어음 매입의 법적 성질, 판례연구(서울지방변호사회, 1997. 1.)
(27) 신용장의 특수조건에 관한 소고, 법조 제46권 제9호(법무부, 1997. 9.)
(28) 최근 사모 전환사채(CB)에 관한 문제점, (서울지방변호사회, 시민과변호사 1997년 6월호)
(29) 정부의 중앙은행 개혁안 무엇이 문제인가, (민변, 민주사회를위한변론 제10호)
(30) 신용장거래에 있어서 준거법과 재판관할 결정기준에 관한 고찰, 국제사법연구 제2호(국제사법학회, 1997. 12.)
(31) 독립적 보증과 ICC “독립적 보증에 관한 통일규칙”에 관한 소고, 변호사 제28집(서울지방변호사회, 1998. 1.)
(32) 항공화물운송장(Airwaybill)에 관한 실무적이 고찰, 인권과정의 제262호(대한변호사협회, 1998. 6.)
(33) 특정(형사)사건 수임제한과 전관예우의 방지, (서울지방변호사회, 시민과변호사 1998년 6월호)
(34) 신용장통일규칙 제14조에 관한 해설, 중재 제290호(한국중재학회, 1998, 겨울호)
(35) 신용장개설의뢰인의 신용장대금 예치금에 대한 반환청구권, 인권과정의 제267호(대한변호사협회, 1998. 11.)
(36) 신용장개설은행과 개설의뢰인의 법률관계, 변호사 제29집(서울지방변호사회, 1999. 1.)
(37) 한국에서의 법조일원화제도의 고찰, (서울지방변호사회, 법조춘추, 1998년 11월)
(38) 매입은행의 선적서류 매입의 의의와 그 시기 및 Fraud Rule 또는 신의칙의 적용, 판례연구 제12집(서울지방변호사회, 1999. 1.)
(39) 신용장의 법리와 신용장거래와 관련한 판례 정리, 인권과정의 제276호(대한변호사협회, 1999. 8.)
(40) 20세기를 대표하는 각 분야별 판례 20선(보험, 해상편), 인권과정의(대한변호사협회, 1999. 8.)
(41) 보증신용장과 보증신용장에 관한 통일규칙, 통상법률 제30호(법무부, 1999. 12.)
(42) 신용장개설은행이 이면계약의 존재를 이유로 신용장대금의 지급거절을 하는 경우 수출자의 사기죄 성립 여부, 판례연구 제13집(서울지방변호사회, 2000. 1.)
(43) 특정신용장거래에 있어서 비지정은행의 법적 지위 - 비지정은행에 대해서도 매입은행으로의 지위를 인정할 것인지 여부 - 서울지방법원 1996. 7. 11. 선고 93가합 50708 판결, 서울고등법원 1998. 8. 12. 선고 96나32289 판결, 대법원 2000. 1. 21. 선고 97다41516 판결의 비판적 분석을 중심으로, 인권과정의 제291호(대한변호사협회, 2000. 11)
(44) 신용장의 특수조건에 관한 고찰 - 대법원 2000. 6. 9. 선고 98다 35037, 2000. 11. 24. 선고 2000다12983, 2000. 5. 26. 선고 2000다3651, 2000. 5. 30. 선고 98다47443, 99다1338 및 서울고등법원 1999. 12. 3. 선고 99나6137 판결 등의 판례평석을 중심으로, 인권과정의(대한변호사협회, 2001. 6.)
(45) 상가임대차보호법의 졸속제정 반대, (대한변협, 인권과정의 제299호)
(46) 검찰개혁의 방향, (서울지방변호사회, 시민과변호사 2001년 12월호)
(47) 신용장개설은행과 개설의뢰인의 법률관계 - 대법원 2002. 2. 21. 선고 99다49750 전원합의체 판결의 판례평석, 판례연구(서울지방변호사회, 2002. 8.)
(48) 신용장의 법리와 신용장통일규칙에 관한 판례정리, 법조(법무부, 2002. 10. ~ 11.)
(49) 우리나라 대법관 임명의 문제점과 대안의 모색, (서울지방변호사회, 시민과변호사 2003년 10월호)
(50) 2003년 국제거래 중요 판례 분석(법률신문사, 분야별 중요판례분석, 2007.)
(51) 국제운송에 있어서 운송주선인의 지위와 판례정리, 변호사(서울지방변호사회, 2004. 1.)
(52) 변호사 대량증원론의 허구성과 로스쿨 제도 도입의 문제점, (대한변협, 인권과정의 제337호)
(53) 2004년 국제거래 중요 판례 분석(법률신문사, 분야별 중요판례분석, 2007.)
(54) 매입은행의 지위와 신용장대금의 지급청구 - 중국 사천성 고급인민법원의 (1999) 천경초자 제7호 및 중국 최고인민법원의 (2001) 민사종자 제28호의 판례평석을 중심으로, 서울지방변호사회 판례 세미나 발표(2005. 4. 20.)
(55) 선하증권(Bill of Lading)과 신용장통일규칙, 인권과정의 제23호(대한변호사협회, 2005. 12.)
(56) 2005년 국제거래 중요 판례 분석(법률신문사, 분야별 중요판례분석, 2007.)
(57) 항공운송서류의 수리가능요건과 국제표준은행관습(ISBP), 인권과정의(대한변호사협회, 2006. 7.)
(58) 신용장통일규칙 제14조에 관한 연구, 저스티스(한국법학원, 2006. 9.)
(59) 국제표준은행관습(ISBP)과 복합운송서류의 수리가능요건, 법조(법무부, 2006. 9.)
(60) 선적서류의 제시와 선적서류의 제시기간, 판례연구(서울지방변호사회, 2006. 10.)
(61) 해상화물운송장(Sea Waybill)의 법리 연구, 정보와 법 연구(2006. 10.)
(62) 2006년 국제거래 중요 판례 분석(법률신문사, 분야별 중요판례분석, 2007.)
(63) 신용장통일규칙 제13조에 관한 연구, 변호사(서울지방변호사회, 2007. 1.)
(64) 2007년 국제거래 중요 판례 분석(법률신문사, 분야별 중요판례분석, 2011.)
(65) 해상화물적하보험증권의 법리연구, 법조(법무부, 2007. 2.)
(66) 연지급신용장에 대한 재검토, 저스티스(한국법학원, 2007. 4.)
(67) 화환어음의 법리에 대한 재검토, 인권과정의(대한변호사협회, 2007. 4.)
(68) 쿼터용 신용장에 대한 연구, 판례연구(서울지방변호사회, 2007. 9.)
(69) 제6차 개정 신용장통일규칙(UCP 600)의 주요 특징과 그 문제점, 금융법학(국민대, 2007. 10.)
(70) 선박대리점의 불법행위책임의 성립 여부, 금융법학(국민대, 2007. 10.)
(71) 환어음의 어음요건에 대한 비교법적 고찰, 저스티스(한국법학원, 2008. 2.)
(72) 선하증권의 부지약관에 대한 고찰 - 대판 98다49074 판결과 영국 Commercial Court의 Mata K호 판결의 판례평석을 중심으로, 국민대학교 법학논총(2008. 2.)
(73) 국제해상운송에 있어서 개정 해상법 제855조(용선계약과 선하증권)의 법리연구, 법조(법무부, 2008. 3.)
(74) 선하증권의 히말라야약관(Himalaya Clause)에 대한 고찰, 인권과정의(대한변호사협회, 2008. 4.)
(75) 국제해상운송에서 선박대리점, 실제운송인, 독립계약자의 법적 지위에 대한 고찰 - 대판 2007다4943의 판례평석을 중심으로, 판례연구(서울지방변호사회, 2008. 9.)
(76) 신용장거래에서 매입의뢰인과 매입은행의 법률관계 - 서울고등법원 2008. 2. 21. 선고 2006나99700 판례평석을 중심으로, 국민대학교 금융법학 제2호 (2008. 11.)
(77) 특정금전신탁의 법률관계 - 대판 2005다64552의 판례평석을 중심으로, 판례연구 제22집 2권(서울지방변호사회, 2008. 11.)
(78) 상업어음할인의 법률관계 - 대판 2006다36981 전원합의체 판결의 판례평석을 중심으로, 판례연구 제22집 2권(서울지방변호사회, 2008. 11.)
(79) 항해용선계약에서 FIO특약과 선상도의 법리 연구, 인권과정의(대한변호사협회, 2009. 6.)
(80) 배서금지문언과 기명식 선하증권의 법리, 저스티스(한국법학원, 2009. 8.)
(81) 2008년 국제거래 중요 판례 분석(법률신문사, 분야별 중요판례분석, 2011.)
(82) 국제해상운송에서 갑판적과 책임제한의 배제, 법조(법무부, 2009. 9.)
(83) 신용장상 비서류적 특수조건의 유효성 등, 판례연구 제23집 제1권(서울지방변호사회, 2009. 8.)
(84) 이사(감사)의 회사에 대한 책임과 경영판단의 원칙, 판례연구 제23집 제2권(서울지방변호사회, 2009. 12.)
(85) 2010년 국제거래 중요 판례 분석(법률신문사, 법률신문, 2010.)
(86) 2009년 국제거래 중요 판례 분석(법률신문사, 분야별 중요판례분석, 2011.)
(87) 명의개서를 실기한 경우 구체적 신주인수권의 귀속주체, 판례연구 제24집(서울지방변호사회, 2010. 9)
(88) 신용장 개설은행으로부터 선하증권을 양수한 제삼자의 지위, 판례연구 제25집(서울지방변호사회, 2011. 9.)
(89) 2011년 국제거래 중요 판례 분석(법률신문사, 분야별 중요판례분석, 2015.)
(90) 2012년 국제거래 중요 판례 분석(법률신문사, 분야별 중요판례분석, 2015.)
(91) 2013년 국제거래 중요 판례 분석(법률신문사, 분야별 중요판례분석, 2015.)
(92) 2014년 국제거래 중요 판례 분석(법률신문사, 분야별 중요판례분석, 2015.)
(93) 신용장 조건과 서류의 일치, 판례연구 제30집 제2권(서울지방변호사회, 2016. 12.)
(94) 2016년 국제거래 중요 판례 분석(법률신문사, 법률신문, 2016.)
(95) 주식회사 이사의 보수청구권, 제31집(서울지방변호사회, 2017. 6.)
(96) 2017년 운송법ㆍ보험법 중요 판례 분석, 인권과 정의 제473호(대한변호사협회, 2018. 5.)
(97) 명의주주와 실질주주가 다른 경우 주식회사의 주주는 누구인가, 판례연구 제32집(서울지방변호사회, 2018. 6.)
(98) 2018년 운송법ㆍ보험법 중요 판례 분석, 인권과 정의 (대한변호사협회, 2019. 5.)
(99) 주주평등 원칙의 적용범위 ― 대법원 2018. 9. 13. 선고 2018다9920, 9937 판결의 평석, (서울지방변호사회, 판례연구 제33집).)
(100) 변호사 배상 책임보험 ― 대법원 2017. 1.25. 선고 2014다20998 판결의 평석, 판례연구 제33집 (서울지방변호사회 2019. 6.)
(101) 2019년 운송법ㆍ보험법 중요 판례 평석, 인권과 정의 (대한변호사협회, 2020. 3.)
(102) 2021년 운송법ㆍ보험법 중요 판례 평석, 인권과 정의 (대한변호사협회, 2022. 3.)
(103) 스위치 선하증권과 선하증권의 효력, 인권과 정의 (대한변호사협회, 2022. 6.)
(104) 보험금청구권의 소멸시효 기간과 기산점, 판례연구 (서울지방변호사회, 2022. 6.)

## 블로그 주소
https://blog.naver.com/jungwon4760